# アンティゴノス2世
アンティゴノス2世ゴナタス（希: Αντίγονος B΄ Γονατᾶς, 羅:Antigonus II Gonatas、紀元前319年 - 紀元前239年、在位：紀元前277年 - 紀元前239年）は、アンティゴノス朝マケドニアのマケドニア王である。彼は同名のアンティゴノス1世の孫で、デメトリオス1世の子に当たり、アンティゴノス朝の基礎を固めた。

## 生涯
父デメトリオス1世が小アジア・マケドニアなどで戦争に明け暮れている間、アンティゴノス2世はギリシアで地位を確立する事に努めた。
ケルト人の侵略を撃退し（紀元前279年、紀元前277年）、アンティパトロス朝のソステネス王の殺害後、マケドニア王に即位し、父の死で断絶していたアンティゴノス朝マケドニアを復活させた（紀元前276年）。
紀元前274年にエピロス王ピュロスによって一時王位を追われたが、ピュロスの死後、王位を回復した。
アンティゴノス朝の強大化・エーゲ海の制覇を恐れ、スパルタ王アレウス1世がアテナイ、プトレマイオス朝エジプトと同盟してアンティゴノス朝の打倒を図ったため、クレモニデス戦争（紀元前267年 - 紀元前261年）が起こったが、アンティゴノス朝は勝利を収め、エジプト王プトレマイオス2世との和議を締結した（紀元前255年）。この戦勝によってアンティゴノス朝はギリシアにおける覇権を確立した。
その後も甥アレクサンドロスの反乱、アカイア同盟との戦争が続き、アンティゴノス朝は苦戦が続いた。
一方で、ストア派の哲学者ゼノンの影響を受け、詩人アラトス、歴史家ヒエロニュモスらを招くなど宮廷での文芸保護にも熱心であった。

## 子女
シリア王セレウコス1世とアンティゴノス2世の姉妹ストラトニケとの間の娘フィラと結婚し、1男を儲けた。
- デメトリオス2世 - マケドニア王